# 纯情
是由李恩熙执导，韩昌勋编剧，都敬秀、金所泫主演的韩国爱情电影。该片于2016年2月24日在韩国上映。

## 剧情
DJ亨俊（朴勇宇饰）在直播中收到了一封来信，看到信上熟悉的署名，亨俊完全无法掩饰惊慌的神色。来信人的名字，正是被他深深藏在心底23年的初恋“郑秀玉”。看着她真情流露的手稿，几近模糊的年少记忆也随之复苏。他回想起在1991年暑假的故事，自己和朋友们度过了美好的夏日时光。当时的秀玉（金所泫饰）和范实（都敬秀饰）在傻傻的17岁陷入了懵懂的初恋，然而跨越23年的爱恋却终究只能成为追忆。

## 演員陣容
- 都敬秀 饰演 朴範實
- 金所泫 饰演 鄭秀玉
- 延俊錫 饰演 石頭
- 李大衛 饰演 凱德
- 朱多英 饰演 吉子
- 金芝荷 饰演 成年吉子
- 朴埇佑 饰演 亨俊／成年範實
- 朴海俊 饰演 珉豪／成年石頭
- 李對淵 饰演 秀玉的父亲
- 朴忠善 饰演 範實的父亲
- 黃英熙 饰演 範實的母亲
- 黃石正 饰演 凱德的母亲
- 朴正民 饰演 龍秀
- 金權 饰演 英日／替代役醫生
- 尹正路 饰演 朴作家
- 李安 饰演 崔PD
- 柳淳哲 饰演 里长
- 崔英道 饰演 壮丁1
- 金贤 饰演 妇女
- 林成宰 饰演 成宰，龙秀的朋友。
- 朴元浩 饰演 拍卖师2
- 林徹洙 饰演 水产青年
- 李凡秀 饰演 勇哲／成年凱德（特別出演）

## 奖项
- 2016年：第52屆百想藝術大獎—电影部门 人气奖（都敬秀）

## 外部連結
- 纯情的Facebook專頁
- NAVER上《纯情》的资料
- 韩国电影数据库（KMDb）上《纯情》的資料
- 互联网电影数据库（IMDb）上《纯情》的资料（英文）
- 豆瓣电影上《纯情》的資料 （简体中文）
- 《纯情》在HanCinema的页面（英文）
- Box Office Mojo上《纯情》的资料（英文）